# Kamieniec Ząbkowicki (gemeente)
De gemeente Kamieniec Ząbkowicki is een landgemeente in het Poolse woiwodschap Neder-Silezië, in powiat Ząbkowicki.
De zetel van de gemeente is in Kamieniec Ząbkowicki.
Op 30 juni 2004 telde de gemeente 8828 inwoners.

## Oppervlakte gegevens
In 2002 bedroeg de totale oppervlakte van gemeente Kamieniec Ząbkowicki 96,24 km², waarvan:
- agrarisch gebied: 74%
- bossen: 6%

De gemeente beslaat 12% van de totale oppervlakte van de powiat.

## Demografie
Stand op 30 juni 2004:
| Omschrijving                   | Totaal | Totaal | Vrouwen | Vrouwen | Mannen | Mannen |
| ------------------------------ | ------ | ------ | ------- | ------- | ------ | ------ |
| eenheid                        | aantal | %      | aantal  | %       | aantal | %      |
| inwoners                       | 8828   | 100    | 4542    | 51,4    | 4286   | 48,6   |
| bevolkingsdichtheid (inw./km²) | 91,7   | 91,7   | 47,2    | 47,2    | 44,5   | 44,5   |

In 2002 bedroeg het gemiddelde inkomen per inwoner 1272,2 zł.

## Administratieve plaatsen (sołectwo)
Byczeń, Chałupki, Doboszowice, Kamieniec Ząbkowicki (sołectwa: Kamieniec Ząbkowicki I en Kamieniec Ząbkowicki II), Mrokocin, Ożary, Pomianów Górny, Sławęcin, Sosnowa, Starczów, Suszka, Śrem, Topola.

## Aangrenzende gemeenten
Bardo, Paczków, Ząbkowice Śląskie, Ziębice, Złoty Stok